# Causeway (Film)
Causeway ist ein Filmdrama von Lila Neugebauer, das im September 2022 beim Toronto International Film Festival seine Premiere feierte. Anfang November 2022 wurde das Werk in das Programm von Apple TV+ aufgenommen.

## Handlung
Die US-Soldatin Lynsey wird während eines Kampfeinsatzes für das US Army Corps of Engineers in Afghanistan schwer verletzt. Neben Wunden am Körper trug sie auch eine Gehirnverletzung davon, als ein IED-Sprengsatz ihr Fahrzeug traf. Sie kann nicht aus eigener Kraft gehen und hat schon Probleme, eine Zahnbürste in den Mund zu nehmen.
Nach ihrer Reha fällt es ihr schwer, sich wieder in das Leben zuhause in New Orleans mit ihrer wohlmeinenden, aber nächlässigen Mutter Gloria einzufinden. Sie wartet darauf, dass ihr Arzt ihren Antrag auf eine Versetzung genehmigt. Währenddessen nimmt Lynsey einen Job als Poolreinigerin an.
Als der Truck ihres Bruders den Geist aufgibt, bringt Lynsey ihn zu einer Autowerkstatt, wo sie einen Mechaniker namens James kennenlernt. Sie stellen fest, dass sie viele Gemeinsamkeiten haben. Beide durchlaufen einen physischen als auch psychischen Genesungsprozess. James war in einen Autounfall verwickelt, bei dem er nicht nur sein Bein verlor, sondern auch seinen Neffen. Zwischen den beiden entwickelt sich eine enge und komplexe Freundschaft. Sie erzählt ihm, was ihr in Afghanistan passiert ist, und James offenbart ihr die Details über den Unfall. Lynsey muss dabei herausfinden, ob sie in der Lage ist, Liebe zu geben und gleichzeitig anzunehmen.

## Produktion

### Filmstab, Besetzung und Dreharbeiten

Jennifer Lawrence spielt die US-Soldatin Lynsey

Regie führte Lila Neugebauer, die mit Causeway (ursprünglicher Arbeitstitel: Red, White and Water) ihr Filmdebüt gibt. Das Drehbuch schrieb die Autorin Ottessa Moshfegh, bekannt für My Year of Rest and Relaxation, gemeinsam mit Luke Goebel und Elizabeth Sanders.
Jennifer Lawrence spielt in der Hauptrolle die US-Soldatin Lynsey, Brian Tyree Henry ihren Freund James Aucoin. In weiteren Rollen sind Stephen McKinley Henderson als Dr. Lucas, Linda Emond als Mutter Gloria, Russell Harvard als Lynseys Bruder Justin und Jayne Houdyshell als Sharon zu sehen, mit der gemeinsam Lynsey mehrere Wochen in der Reha verbringt.
Die Dreharbeiten wurden 2019 begonnen und überschnitten sich in ihrem weitern Verlauf zeitlich mit der Coronavirus-Pandemie. Sie fanden in New Orleans statt. Als Kameramann fungierte Diego García, der zuletzt für Filme wie Wildlife, Tag des Sieges, Unsere Zeit und Divine Love und einige Fernsehserien und Kurzfilme tätig war. Das Szenenbild stammt von Jack Fisk.

### Filmmusik und Veröffentlichung
Die elektronische Filmmusik komponierte Alex Somers, der zuvor mit Regisseuren und Regisseurinnen wie Matt Ross, Alma Har'el und Mimi Cave zusammenarbeitete. Das Soundtrack-Album mit insgesamt 15 Musikstücken soll am 2. Dezember 2022 von Lakeshore Records als Download veröffentlicht werden.
Die Premiere des Films erfolgte am 10. September 2022 beim Toronto International Film Festival. Anfang Oktober 2022 wurde er beim London Film Festival vorgestellt. Die Rechte am Film sicherte sich Apple. Am 4. November 2022 wurde der Film in das Programm von Apple TV+ aufgenommen.

## Rezeption

### Kritiken

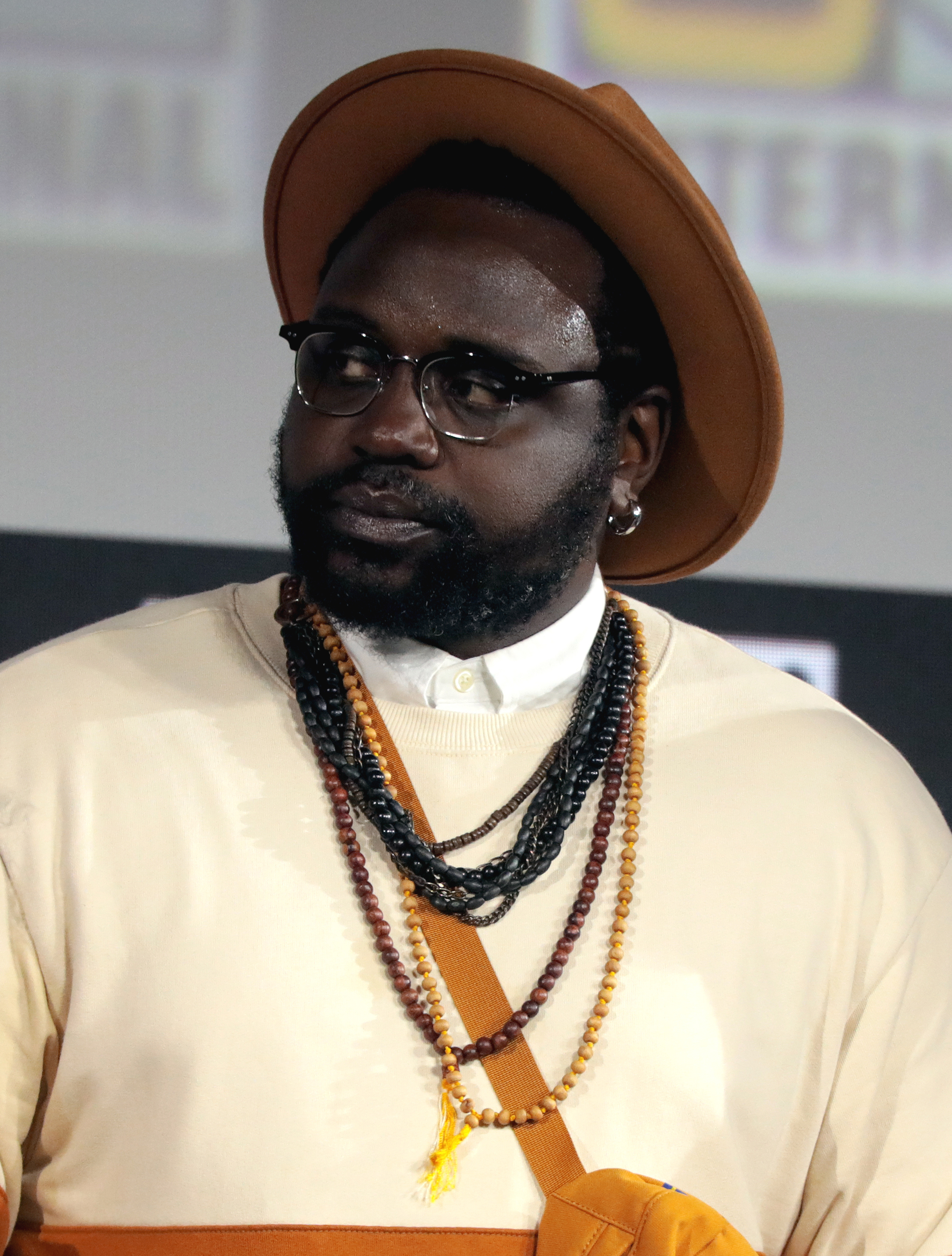
Brian Tyree Henry spielt den Mechaniker James Aucoin

Von den bei Rotten Tomatoes aufgeführten Kritiken sind 84 Prozent positiv bei einer durchschnittlichen Bewertung mit 7,1 von 10 möglichen Punkten. Auf Metacritic erhielt der Film einen Metascore von 65 von 100 möglichen Punkten.
David Ehrlich von IndieWire schreibt, bereits Alex Somers’ Filmmusik vermittle dem Zuschauer, was für ein Indie-Drama einen erwarte. Der Film stecke voller Schmerz, lasse aber immer Raum für Hoffnung. Niemand erfinde mit dem Film das Rad neu, doch Jennifer Lawrence und Brian Tyree Henry seien ein so glaubwürdiges Paar gebrochener Menschen, dass sogar die Szenen, in denen nicht viel passiert, mit einer heilenden Elektrizität aufgeladen zu sein scheinen. Die beiden, die die meiste Zeit ihres Lebens die Luft angehalten haben, würden sich endlich gegenseitig die Erlaubnis zum Ausatmen geben. Henry sei großartig zu zeigen, wie James am Ringen ist und nicht immer glaubt, dass er es verdient, am Leben zu sein. Die Szenen, in denen James über seinen Schmerz spricht, seien wegen seines niedergeschlagenen Blickes und seiner halb verschluckten Stimme sehr berührend. In weniger guten Händen hätte sich das alles schematisch anfühlen können, so Ehrlich, doch Lila Neugebauer gebe Lawrence und Henry den Raum, den sie brauchten, damit sich die Figuren des Films wie echte Menschen anfühlen.

### Auszeichnungen
African-American Film Critics Association Awards 2022
- Aufnahme in die Top 10 Films of 2022
- Auszeichnung als Bester Nebendarsteller (Brian Tyree Henry)[16][17]

Artios Awards 2023
- Nominierung für das Beste Casting in einem Independent- oder Studiofilm – Filmdrama (Susanne Scheel & Blair Foster)[18]

Black Reel Awards 2023
- Auszeichnung als Bester Nebendarsteller (Brian Tyree Henry)[19]

Chicago Film Critics Association Awards 2022
- Nominierung als Bester Nebendarsteller (Brian Tyree Henry)[20]

Critics’ Choice Movie Awards 2023
- Nominierung als Bester Nebendarsteller (Brian Tyree Henry)[21]

Festa del Cinema di Roma 2022
- Nominierung im Hauptwettbewerb
- Auszeichnung mit dem Paribas Best First Film Award (Lila Neugebauer)[22][23]

Gotham Awards 2022
- Nominierung als Bester Nebendarsteller (Brian Tyree Henry)[24]

Independent Spirit Awards 2023
- Nominierung als Bester Nebendarsteller (Brian Tyree Henry)[25]

London Critics’ Circle Film Awards 2023
- Nominierung als Bester Nebendarsteller (Brian Tyree Henry)[26]

Los Angeles Film Critics Association Awards 2022
- Runner-up in der Kategorie Supporting Performances (Brian Tyree Henry)[27]

NAACP Image Awards 2023
- Nominierung als Bester Independentfilm[28]

National Society of Film Critics Awards 2023
- Zweitplatzierter in der Kategorie „Bester Nebendarsteller“ (Brian Tyree Henry)[29]

Online Film Critics Society Awards 2023
- Nominierung als Bester Nebendarsteller (Brian Tyree Henry)[30]

Oscarverleihung 2023
- Nominierung als Bester Nebendarsteller (Brian Tyree Henry)

## Synchronisation
Die deutsche Synchronisation entstand nach einem Dialogbuch von Sandra Schwittau und der Dialogregie von Solveig Duda im Auftrag der FFS Film- & Fernseh-Synchron GmbH, Berlin.
| Darsteller                 | Synchronsprecher      | Rolle     |
| -------------------------- | --------------------- | --------- |
| Jennifer Lawrence          | Maria Koschny         | Lynsey    |
| Brian Tyree Henry          | Jan-David Rönfeldt    | James     |
| Will Pullen                | Timo Weisschnur       | Bro       |
| Stephen McKinley Henderson | Reinhard Scheunemann  | Dr. Lucas |
| Linda Emond                | Katarina Tomaschewsky | Gloria    |
| Sean Carvajal              | André Röhner          | Santiago  |